# ミレニアム・ファルコン

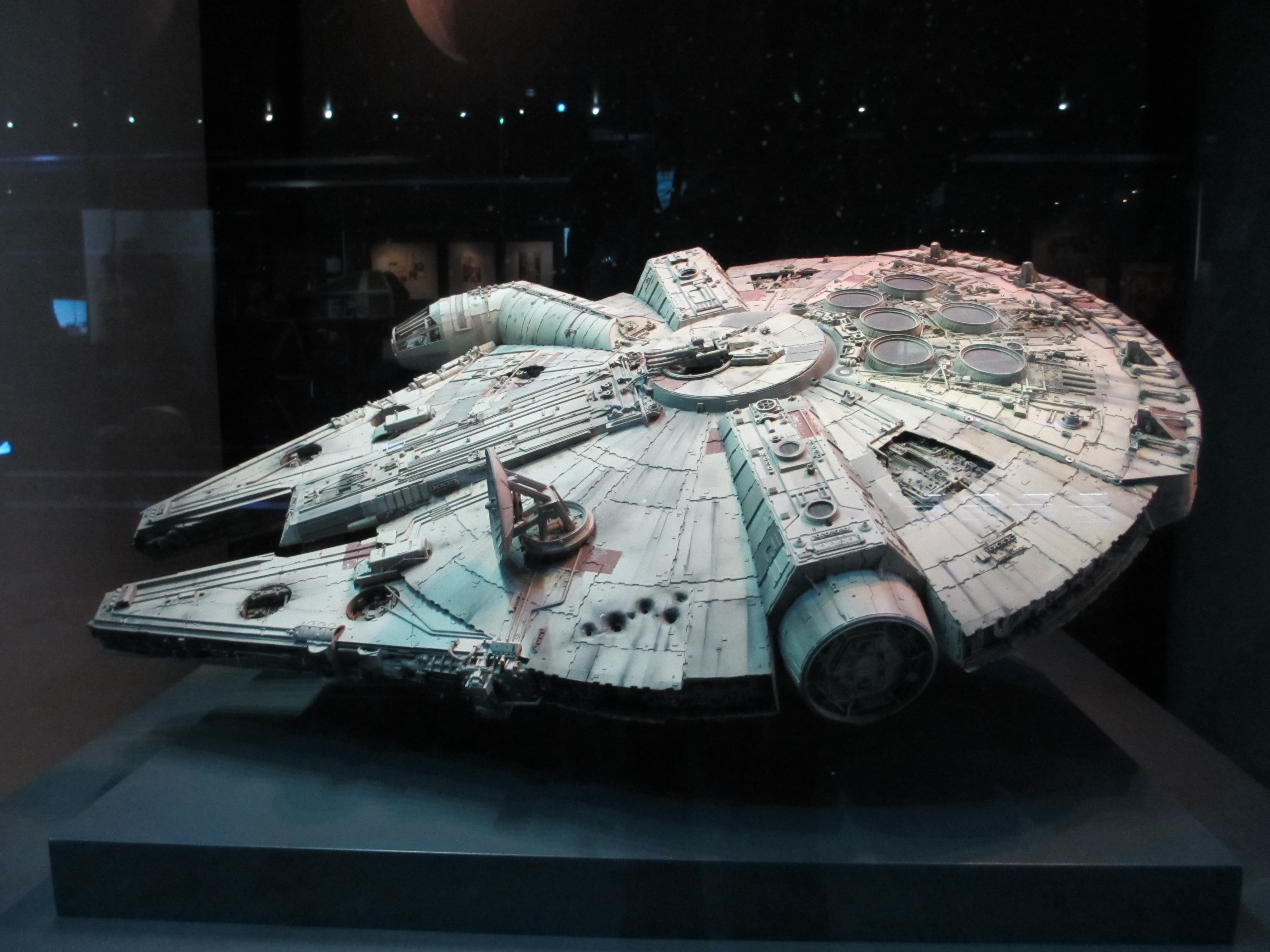
スター・ウォーズ アイデンティティーズ：ザ・エキシビションに展示のファルコン号

ミレニアム・ファルコン（Millennium Falcon, 通称ファルコン号）はアメリカのSF映画『スター・ウォーズシリーズ』に登場するハン・ソロを船長とした架空の宇宙船である。その優れた高速力と、性能に似合わぬ乱雑な外観から「銀河系最速のガラクタ」の異名を持つ。

## 機体解説
クルーは船長のハン・ソロ以下、副操縦士でソロの相棒のチューバッカの2名。この化け物じみた出力を誇る高速艇は、元々ギャンブラーのランド・カルリジアンの所有する宇宙艇であったが、ハン・ソロがサバックで勝って巻き上げた物である。
本機のベースとなっている、コレリアン・エンジニアリング社製YT-1300貨物船は最高速度に優れた軽貨物船であり、富裕な個人のレジャー船や、小規模の旅客及び軽貨物輸送などを目的として設計されていた。高速力を発揮する強力なイオンエンジンを搭載し、円型のボディの大部分を動力機関部と貨物室が占めているため、コックピットは一般的な中央ではなく、機体右側にオフセットされた円筒部分にあるなど非常に変わった設計の船であったが、発売当時は流麗な外観を持った高速艇であると見なされていた。
ファルコン号はソロが手に入れる以前から、ランドを含む複数の所有者の間を渡っており、代々のオーナーによって合法、あるいは違法な改造が繰り返されてきた。ソロの手元に渡った時点で既に全く原型を留めていない状態であったが、彼は自身曰く「銀河最速」の理想的な密輸船に仕立てるべく、既に違法レベルの高速ぶりであったこの船に更なる大改造を施した。その結果、ハイパードライブ運転時に光速の約1.5倍にまで達するほどの速度を得ることに成功したが、この改造によって非常に気難しい機体になった上に、修理に非常な手間が掛かるようになり、全真空管式またはハイブリッド式の古いテレビのように、不調の時は叩くと復旧するという妙な癖も持ってしまう。何よりもかろうじて残っていた原型機の面影は、無残にも機体の内外を問わずに無骨なパーツ群で埋め尽くされ、後述する数々の異名を頂戴する結果となった。
また、この船のコンピュータは、こうした過酷な改造に耐えられるよう、アストロメク・ドロイド用のドロイド脳複数個を無理やり一つに繋げて運用しており、機械としての調子以外に実際に船の個性も持っているようである。ドロイドとの簡単なコミュニケーション能力も備えているが、『エピソード5』でC-3POが直接不調箇所を聞き出した時の彼の台詞によると、船のコンピュータは「酷い訛り」とのこと。スピンオフ映画『ハン・ソロ/スター・ウォーズ・ストーリー』では、その最初期のドッキングとみられるL3-37のマッピングデータとAIを利用する目的での改造シーンがある。
船内には探査妨害装置の仕掛けられた、密輸品用の隠し部屋をいくつも備え、ソロはこの船を駆って、上得意であったジャバ・ザ・ハットに莫大な利益をもたらした。しかしソロは、その報酬に上乗せしてジャバに多額の借金をし、この船の更なる改造に明け暮れた。もはやファルコン号の改造はソロにとっての趣味、生き甲斐と化していたのである。ソロはこの船を多くの欠点を含めて愛しており、ある時、新共和国の優秀なエンジニアたちの徹底的なクリーンアップによって、以前より快適かつ安全にリノベーションされてしまった時など、「騒音が静かすぎる」などと言って、わざとボルトを取り外したりする「修正」まで施した。
作中（スピンオフ作品を含む）での、その特異な外観を形容する台詞は数多く、ルーク・スカイウォーカーらに「ガラクタのかたまり」「廃船」「ポンコツ」「この船に航行許可が下りていることに驚いた」「ゴミ捨て場から拾った部品を寄せ集めたような船」などと酷評され、デス・スターに捕獲されたときは、救助したレイア・オーガナにも「あの難破船のような船でここへ来たと言うのですか!? あなた方は私が想像していた以上に勇敢な方々なのですね！」と言われるが、ソロは外観への酷評を気に留めず、「中身で勝負」と改造を続ける。
改造箇所は所有者本人が把握しきれていないほど多岐に渡るが、主だった点は走・攻・防たる速力・武装・装甲及び、それらを支える高出力の動力機関であり、所々に軍用規格の違法な部品が取り付けられている。
速力は通常航行時およびハイパードライブの両面とも強化されていたが、特に密輸業で重要となるハイパードライブに力が入れられており、軍用の特別強力なタイプが搭載されている。『エピソード4』でソロが自慢した「ケッセル・ランを12パーセク未満で走破した」の意味は、ルーカス監督によると難所として知られる惑星ケッセルへ至る宙域を、優れた航法計算機能を使って算出したハイパースペース航路を最短距離で走破したということらしい(脚本執筆時に距離の単位である"パーセク”を時間の単位と勘違いしただけだというファンのツッコミを躱す狙い？）。ソロがたびたび口にする上述の「光の1.5倍」はハイパードライブ航行の最高速を指している。通常航行ではスター・デストロイヤーをなかなか振り切れず、ルークに「ちっとも速くないじゃないか!」と言われる。ちなみに『エピソード９』ではランド・カルリシアンの操縦によってダメロンのX-Wingを軽々と追い越して見せた。
主兵装として、4連（2連装2段）レーザーキャノンが上面と下面に1基ずつ、機体前部のコンカッション（震盪）・ミサイル砲（左右に1門ずつ。装弾数はそれぞれ4発ずつ）、着陸時に使用する格納式のブラスター・キャノン、そして防御兵装も、強力な偏向シールド及び探知レーダー、電子攻撃(ECM)などが搭載され、貨物船らしからぬ強力な戦闘力を誇る。いずれも帝国軍士官候補生首席であったソロこだわりの逸品であり、いずれも強力なハイパードライブを制御する軍用ジェネレーターの叩き出す高出力によって実現したものである。更に機体各所を軍用の装甲板で幾重にも補強しており、数え切れない被弾からソロを救ったが、これらの違法パーツは簡単に手に入るはずもなく、また大変に高価な品々ばかりであったため、ジャバのスパイス密輸で荒稼ぎしていたソロですら、莫大な借金を重ねながら闇ルートで細々と手に入れたのである。また、様々なメーカーのパーツを取り混ぜて、しかも本来合わない規格の物ですら強引に組み合わせていったため、パーツ同士の相性から故障が続発。しかもその場凌ぎの応急修理を延々と繰り返したため、飛ぶ度にどこか壊れているような船になってしまった。本機の重大な不調は、特に『エピソード5』においてソロやレイアを窮地に追い込んだ。
ファルコン号が本来の性能を十分に発揮し、更に腕利きのパイロットが操るならば、帝国軍の主力戦闘機TIEファイター4機を返り討ちにし、大規模な艦隊同士の前線戦闘にすら耐える能力がある。元々が「民間向けの輸送艇」であることを考慮すれば、もはや「改造」とも呼べないような異常な強化である。また非常に頑丈で、「少々ぶつけたぐらい」では壊れない。
通常航行であれば一人でも操縦可能であるが、『エピソード6』で、第2デス・スター攻略時に、ランド以下数名のクルーが乗り込んでいた事でもわかるように、実際は戦闘時には基本的に5名、最低でも4名のクルーが必要だった。船長（と可能であれば別に正操縦士）と副操縦士の他に、本来のエンジンの性能を発揮する為に専任機関士と、レーザー・キャノンを扱う砲手である。キャノンを遠隔操作すると照準精度が大幅に落ちるため、普段は砲軸線をコクピットに一致させる前方固定式にするしかない。しかし、『レイアへの求婚』（デイヴ・ウルヴァートン著・竹書房刊）では、ルークが「操縦士」「副操縦士」「砲手」の役目を、フォースを使って同時にこなしている。
『エピソード2』に同型の別機体が、『エピソード3』には同機体が（それぞれ多少わかりにくいが）登場している。
『エピソード8』ではクレイトの戦いの際にファースト・オーダーのTIEファイターを全滅させるという活躍をした。
『エピソード9』ではファーストオーダーの追跡から振り切る為連続ジャンプを使用しその結果機体に大きな負担を掛ける。エクセゴルの戦いでは人民の艦隊を率いて参戦しファイナルオーダーの艦隊を壊滅に成功した。

## 設定裏話
ピザか、あるいは空飛ぶ円盤を思わせる独特なスタイルのこの宇宙船は、原案段階ではスリムな棒状の物でありプロップも製作されたが、監督のジョージ・ルーカスが納得せず（『スペース1999』のイーグル号に似ていたのが最大の不満だったらしい）幾度もの再デザインを繰り返した後、ルーカスがILMスタッフらとのランチで食べたピザを見て閃いたスケッチを元に決定された。機体背面に半円状に並ぶ排気口（状のデザイン）に原案のピザの面影が見てとれる。またこの際、離陸後に機体がコクピットを軸に90度右へ持ち上がり、マンボウのようなスタイルで飛行する案が考えられていた。
なお、この時没案になった「スリムなファルコン号」のプロップは、コクピットとレーダーアンテナ部分を改修されて（改修前のパーツは採用版ファルコンに流用された）『エピソード4』冒頭でスター・デストロイヤーに拿捕される高速連絡艇CR90コルベットタンティヴィIVに流用された。このためコルベットのプロップは脇役にしてはかなり大きく作られており、実はスター・デストロイヤーのプロップよりも大きい。また、この制作過程を受けて、最新三部作の第1弾となる『エピソード7』では『エピソード6』にて破損したパラボラアンテナにかわって、このコルベットのものと同型のアンテナが新たに装備されている。
劇中のイオン・エンジンに点火したとき（デス･スターから脱出する際など）の「ドーン」という効果音は、雷の音をアレンジしている。

## 模型
『エピソード4』では1.8メートルの撮影用プロップが製作されたが、大きすぎて撮影に不便だったため、次作では半分のサイズのモデルが新たに製作された（両者は一部プロポーションやディテール、脚の数などが異なる）。どちらも表面のディテールは他の機体と同様、多くのプラモデルの部品を用いて製作された。その他必要に応じて各種サイズが製作され、モズ・アイズリー発着場やデス・スター内部でのシーンの撮影のために木製の原寸大プロップも製作された。また、旧3部作特別篇の追加シーンの機体及び『エピソード2』『エピソード3』に登場したYT-1300は全てCGである。『エピソード４特別編』のモス・アイズリー出港、デススター格納庫の駐機、ヤヴィンⅣへの接近、ヤヴィンの戦いでの援護離脱、『エピソード５特別編』のクラウドシティ飛行に使用されたCGIモデルの原型は形状や塗装から『エピソード５』の中型模型である。『フォースの覚醒』以降の作品に登場するCGファルコンのモデリングはILMの日本人モデラーである成田昌隆が担当しているが、『エピソード4』のモデルの写真を参考にしてCGIモデルを作成されたと本人が証言している。撮影用プロップに使われたプラモデルのパーツを個別にCG作成して、実物の模型を組むように船体各部に配置していく作業の過程は、NHKの特集番組でも詳しく紹介された。形状の再現性が非常に優れており、模型では表現できなかった底面スラスターの作動が描かれるといったブラッシュアップが見られる一方で、亜光速イオンエンジン噴射の色や外装パネル塗装のグレーの濃度がオリジナルプロップと微妙に異なる箇所も散見される。
黒澤明が「この映画は汚れがいいね」と評価したほど汚し表現を徹底されたスター・ウォーズ世界の中にあってガラクタ呼ばわりされるファルコンであるため、プロップは特に派手な汚し表現が入れられていた。CGで表現されたファルコンにもちゃんと汚しが入っているが、新三部作に登場したYT-1300は新造機だった時代の設定のため綺麗な船体に明るい色の塗装がされている。
その独特のスタイルと精密なディテール、劇中での爽快な活躍から模型ファンの人気も高い機体だが、大型のプラモデルであった米mpc社の製品はプロポーション、ディテール共に不十分な出来で、元プロップのイメージに近づけるには大幅な改造が必要であった。また同社からは『レベルベース』というジオラマセットが発売されていた。これに小型のファルコンが含まれていたが、サイドパネルが一体成型、格納庫ジオラマにもかかわらずランディングギアも省略された不十分な出来のキットであった。その後各種トイやガレージキットを経て、2005年末に日本のファインモールドから発売された1/72スケールのプラモデルは撮影用プロップを徹底的にリサーチして発売された決定版だと思われた。表面ディテールも本体に別部品を貼り付けていくプロップ同様の構造になっているなどのコダワリがなされ高い評価を得ている反面、プロポーションがプロップと違うものになってしまった。具体的には船体円盤部分が薄すぎ、船体前部のくちばし部分が平行である点（実物はちょっと閉じている）。この部位は船体の根幹をなす部分であるが、修正は困難である。2008年秋に同製品の組み立て塗装済みの完成品がファインモールドから発売されたが、プロポーション改修は行われなかった。2010年4月に同社より1/144スケールのプラモデルが発売された。このキットのくちばし部分は閉じられた表現となっている。DeAGOSTINIから2016年1月第1週より『週刊スター・ウォーズ ミレニアムファルコン』の刊行が開始され、付属のパーツを組み立てていく事で模型が完成する。この模型は「帝国の逆襲」で使用されたプロップを再現しており、完成すると全長80cmを越すモデルとなる。
また、2017年にはLEGOスターウォーズ75192という15万円を超えるセットが発売された。
2018年3月、バンダイより1.7ｍサイズの撮影用プロップの完全再現を目指した究極のミレニアム・ファルコンとして、PERFECT GRADE 1/72 ミレニアム・ファルコンが発売されている。

## 影響
- 三浦建太郎の漫画『ベルセルク』の第四部には、「千年帝国の鷹編（ミレニアム・ファルコン）」の題がつけられている。『ベルセルク』は、作中に登場する超越的存在「ゴッドハンド」の名前に、海外SF作品のタイトルから引用するなどSFの影響が大きいが、これも『スター・ウォーズシリーズ』を意識した命名である。
- 日本のゲーム会社「日本ファルコム」の社名はミレニアム・ファルコンに由来する。